# Doğu Perinçek
 (janvier 2008).
 (septembre 2016).
Améliorez-le ou discutez des points à vérifier. 
Pour les articles homonymes, voir Perînçek.
Doğu Perinçek, né le 17 juin 1942 à Gaziantep, est un homme politique turc. 
En 1969, il fonde un parti illégal, le Parti révolutionnaire ouvrier et paysan de Turquie (Türkiye İhtilalci İşçi Köylü Partisi/TİİKP), de tendance maoïste. Il devient ensuite président du Parti des Ouvriers et Paysans de Turquie (Türkiye İșçi Köylü Partisi) de 1978 à 1980, du Parti Socialiste (Sosyalist Partisi) de 1991 à 1992, et du Parti des Travailleurs (İșçi Partisi) de 1992 à 2015. À partir de 2015, il assure la présidence du Parti Patriotique (en turc "Vatan Partisi").

## Biographie
Né à Gaziantep, fils d'un député du Parti de la Justice (Adalet Partisi), il grandit à Ankara. Ouvrier pendant 10 mois en Allemagne en 1962 et 1963, il étudie le droit à l’université d’Ankara et obtient son doctorat en 1968.
À la même époque, il devient président de la Fédération des Clubs d'Idées (FKF), une organisation étudiante liée au Parti des Travailleurs de Turquie (Türkiye İșçi Partisi).
Le 9 juillet 1968, il est exclu de la FKF. En novembre de la même année, il crée la revue Aydınlık (« Clarté ». En 1969, il fonde le Parti révolutionnaire ouvrier et paysan de Turquie (Türkiye İhtilalci İşçi Köylü Partisi/TİİKP), un parti clandestin de tendance maoïste.
Après le coup d’État militaire du 12 mars 1971, un mandat d'arrêt est décerné contre lui et il est arrêté en mai 1972. Il est notamment accusé d'avoir tenté d'infiltrer l'armée. Condamné à 20 ans de prison, il est libéré lors de l’amnistie générale de mai 1974.
Le 28 janvier 1978, il fonde le Parti des Ouvriers et Paysans de Turquie (Türkiye İşçi Köylü Partisi).

### Après le12 septembre
Après le coup d’État du 12 septembre 1980 il est de nouveau arrêté et condamné à 8 ans de prison, avant d'être libéré en mars 1985.
En 1987, il devient rédacteur en chef de l'hebdomadaire 2000'e Doğru (Vers l'an 2000). En 1990, il est condamné à trois mois de prison pour un article traitant de la censure. En 1991, en qualité de rédacteur de 2000'e Doğru, il se rend au Liban pour rencontrer le président du Parti des Travailleurs du Kurdistan, Abdullah Öcalan, dans un camp situé dans la vallée de la Bekaa.
En 1990, il est élu président général au 2e congrès du Parti socialiste, dissous en juillet 1992 par la Cour constitutionnelle. Il est alors élu président général d'une nouvelle formation, le Parti des travailleurs.
En 1998, il est placé en garde à vue et accusé d’aide au PKK sous forme d’argent et d’armes. Il est alors condamné pour des propos tenus en 1991 à la télévision à une peine de 14 mois de prison avant d'être libéré en août 1999. Recouvrant ses droits civiques à la faveur d’une loi sur les délits de presse, il est de nouveau élu président général du Parti des travailleurs.

### Depuis l'an 2000
En 2015, le Parti des Travailleurs prend le nom de Parti Patriotique. Doğu Perincek en assure la présidence jusqu'à aujourd'hui. Son parti, prônant le rapprochement de la Turquie et de la Russie contre l'OTAN, s'est fortement rapproché du philosophe russe Alexandre Douguine et de ses thèses eurasistes.

### Élection présidentielle de 2018
Il figure parmi les six candidats à l'élection présidentielle turque qui se déroule le 24 juin 2018. Il se classe à la dernière place avec 0,2 % des voix, loin derrière le vainqueur, le président sortant Recep Tayyip Erdoğan.

### Élection présidentielle de 2023
À nouveau candidat, il se fait remarquer en déclarant le 22 avril 2022, en pleine élection présidentielle française, que cinquante officiers de l'armée française seraient morts en défendant l'usine Azovstal de Marioupol. Il affirme aussi que sa source d'information est « l'État russe ». Il est éliminé au premier tour de l'élection. 

## La Turquie et la Cour européenne des Droits de l'homme
La Turquie a été condamnée deux fois par la Cour européenne des droits de l'homme dans des affaires concernant Doğu Perinçek. Une première fois par un arrêt du 25 mai 1998 au sujet de la dissolution du Parti socialiste et la seconde fois par un arrêt du 21 juin 2005 au sujet de sa condamnation en 1998.
La Cour y estime que le droit à la libre expression de Doğu Perinçek n'a pas été respecté lorsque la justice turque l'a condamné pour avoir proposé un projet politique fédéraliste pour la Turquie, qui mettrait Turcs et Kurdes sur pied d'égalité ; ces propositions ont par ailleurs conduit à la dissolution du Parti socialiste que Perinçek dirigeait. La Cour a souligné dans son avis que le discours de Doğu Perinçek n'était pas un discours de haine, et ne pouvait donc conduire à une limitation de la liberté d'expression..

## Affaire Ergenekon
Le 24 mars 2008, Doğu Perinçek est à nouveau arrêté en Turquie, cette fois-ci dans le cadre de l'enquête sur le réseau ultra-nationaliste Ergenekon qui est accusé de vouloir renverser le gouvernement de l'AKP, Parti islamique au pouvoir.
L'acte d'accusation de l'enquête contient également des allégations similaires faites par Millî Istihbarat Teskilati ou MIT (Organisation du renseignement en Turquie). Le 5 août 2013, celui-ci a été condamné à l'emprisonnement à perpétuité. Sa peine a ensuite été allégée et il a été libéré le 10 mars 2014 en même temps que de nombreux autres détenus . Deux ans plus tard, la Cour de cassation casse et annule, sans renvoi, la condamnation de Doğu Perinçek, ainsi que celles des autres prévenus qui n'avaient pas encore été acquittés dans l'affaire dite Ergenekon.

## Affaires judiciaires avec la Suisse

### Procédure en Suisse
Le 9 mars 2007, Doğu Perinçek a été condamné par la tribunal de police de Lausanne (première instance) pour avoir proféré sur le territoire suisse, à Lausanne et à Zurich, des propos niant le génocide des Arméniens, enfreignant par là l'article 261bis du Code pénal suisse sur la ségrégation raciale. Il est condamné à une amende de 3 000 francs suisses et une peine pécuniaire de 9 000 francs (90 jours à 100 francs) en jours-amende avec un sursis de deux ans. Le 12 décembre 2007, le Tribunal fédéral, plus haute instance judiciaire du pays, rejette l'appel de Doğu Perinçek. Les juges ont affirmé que le génocide des Arméniens était un fait avéré alors que le politicien turc l'avait présenté comme un « mensonge impérialiste ». La totalité des frais de procédure ont aussi été mis à sa charge. Ses avocats ont annoncé qu'ils allaient faire appel cette fois à la Cour européenne des droits de l'homme.

### Procédure devant la CEDH
Le 17 décembre 2013, la CEDH donne tort à la Suisse et conclut que la justice suisse a violé la liberté d'expression de Doğu Perinçek. En effet, contrairement aux tribunaux suisses, la « CEDH constate l’absence d’un consensus international sur la qualification juridique des atrocités commises en 1915. Par ailleurs, la Cour n’estime pas que les propos tenus par Dogu Perinçek soient une attaque de nature nationaliste et raciste contre la communauté arménienne en Suisse. Ces propos ne visaient ni à rabaisser les Arméniens ni à inciter à la haine ou à la violence. De même, Perinçek n’a pas nié les meurtres massifs des Arméniens en tant que tels, mais seulement la qualification juridique de « génocide », selon la Cour. Pour une qualification de « génocide », la CEDH considère qu’il « manque les bases légales internationales claires, qui existent dans le cas de l’holocauste » ».
La CEDH se référa aussi à une décision rendue en 2007 par le Tribunal constitutionnel espagnol et à celle du Conseil constitutionnel français, censurant la proposition de loi de Valérie Boyer.
La Confédération suisse disposait alors de quelques mois pour déposer un recours devant la Grande chambre de la CEDH, ce qu'elle fit en mars 2014. L'audience s'est tenue le 28 janvier 2015, et Doğu Perinçek y était assisté par son avocat habituel, Mehmet Cengiz, ainsi que par Laurent Pech, directeur du département de droit à la Middlesex University (Londres). Le 15 octobre 2015, la Grande chambre a confirmé l'arrêt de décembre 2013 : la liberté d'expression de Doğu Perinçek a bien été violée par la justice suisse, et il n'y a pas lieu d'assimiler ses propos à ceux niant la Shoah, ni d'attribuer des intentions racistes à cet homme politique turc Le 8 septembre 2016, le Tribunal fédéral suisse annule la condamnation prononcée en 2007, condamne le canton de Vaud et l'Association Suisse-Arménie à verser, chacun, 2 500 francs suisses à Doğu Perinçek, et renvoie l'affaire devant la justice vaudoise. Le 12 avril 2017, la cour d'appel de Lausanne attribue un supplément de seize mille francs suisses à Doğu Perinçek.
L'arrêt de la Grande chambre est cité parmi les références du commentaire officiel de la décision rendue le 8 janvier 2016 par le Conseil constitutionnel français (rejet de la Question prioritaire de constitutionnalité déposée en 2015 par Vincent Reynouard, au nom du principe d'égalité devant la loi, seule la contestation des crimes contre l'humanité jugés par Tribunal militaire international de Nuremberg ou par la justice française étant punissable en France).

### Corollaire: Mercan et autres c. Suisse
Le 30 juin 2007, Ali Mercan, représentant européen du parti de Doğu Perinçek, remplace ce dernier pour une conférence à Winterthour, car le président du parti n'a pu obtenir l'autorisation de revenir sur le territoire suisse. Le 16 octobre 2008, le tribunal de district de Winterthur condamne Ali Mercan, comme Doğu Perinçek avant lui, pour avoir enfreint l'article 261 bis du code pénale, condamnation confirmée le 9 février 2010 par le tribunal cantonal et le 16 septembre de la même année par le Tribunal fédéral, les propos visés étant similaires à ceux de Doğu Perinçek. Deux cadres de l’Association pour la pensée kémaliste (Gesellschaft für kemalistisches Denken) sont également condamnés, pour avoir organisé la conférence du 30 juin 2007. Les trois hommes déposent alors un recours de la CEDH, qui leur donne raison le 28 novembre 2017, condamnant la Confédération suisse à leur payer 4 988 euros pour remboursement des amendes versées, ainsi que 25 156 euros pour les frais d'avocat.